# 하나토 진
하나토 진(일본어: 端戸 仁, 1990년 5월 31일~)는 일본의 축구 선수이다.

## 구단 경력
그는 2009년부터 2024년까지 J리그의 요코하마 F. 마리노스, 기라반츠 기타큐슈, 쇼난 벨마레, 도쿄 베르디에서 활동하였다.

## 국가대표팀 경력
그는 2007년 FIFA U-17 월드컵에 참가할 일본 U-17 국가대표팀에 발탁되었으며, 3경기에 출전했다.